# Dominique Herr
Dominique Herr (Bazel, 25 oktober 1965) is een Zwitsers voormalig voetballer die speelde als verdediger.

## Carrière
Herr speelde tussen 1984 en 1996 voor FC Basel, Lausanne-Sport en FC Sion. Met Sion won hij de beker in 1995 en in 1996.
Hij speelde van 1989 tot 1995 voor Zwitserland, hij speelde in totaal 51 interlands waarin hij twee keer kon scoren. Hij nam met zijn land deel aan het WK 1994 in de Verenigde Staten.

## Erelijst
- FC Sion
  - Zwitserse voetbalbeker: 1995, 1996